# Liste der höchsten Gebäude in Chicago

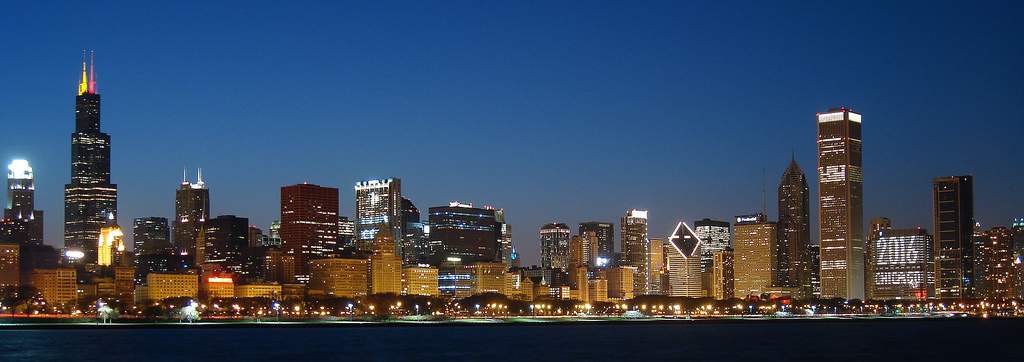
Skyline von Chicago am Abend

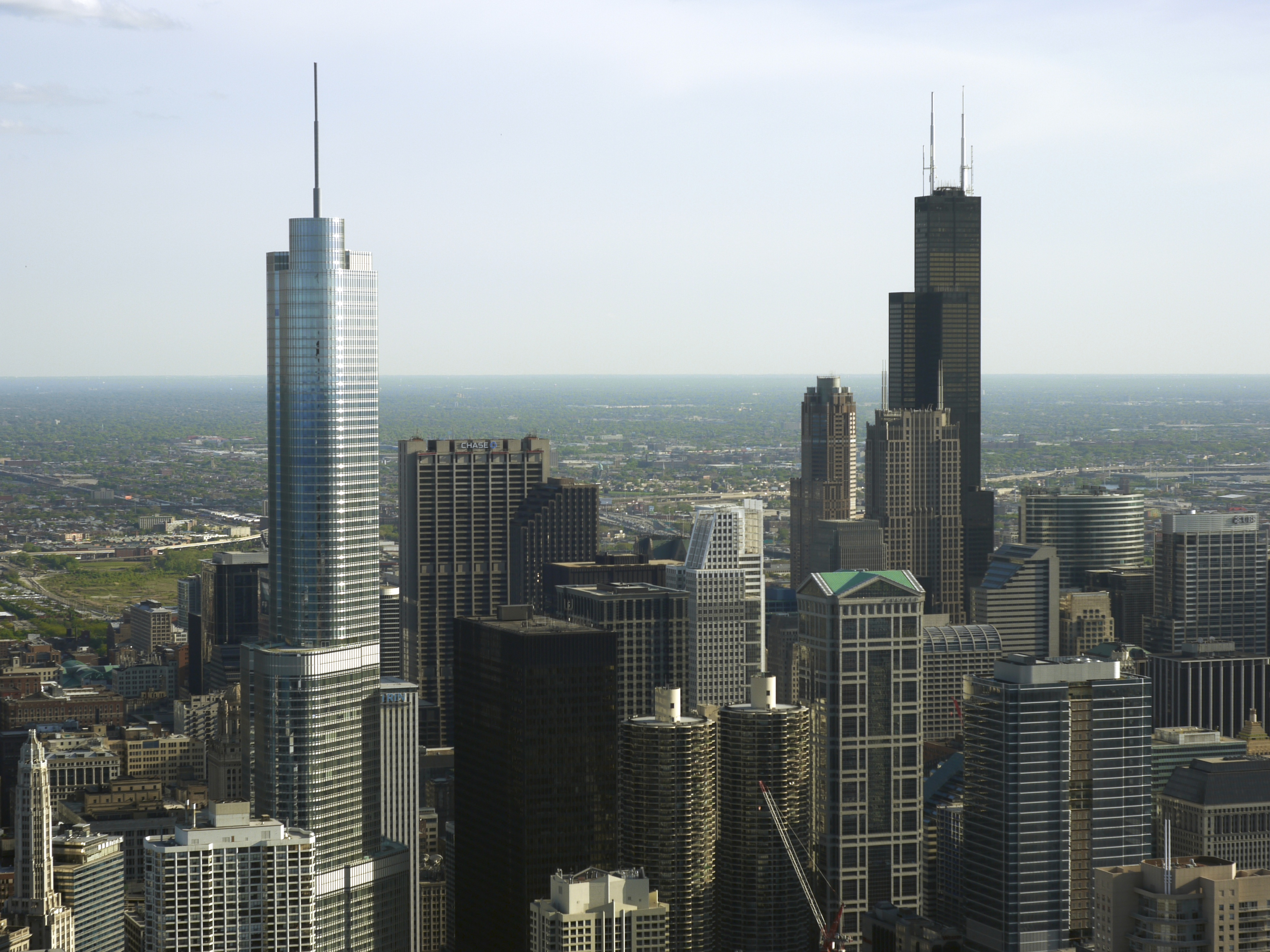
Chicagos Skyline mit dem Willis Tower (hinten), weiter vorne links der Trump Tower

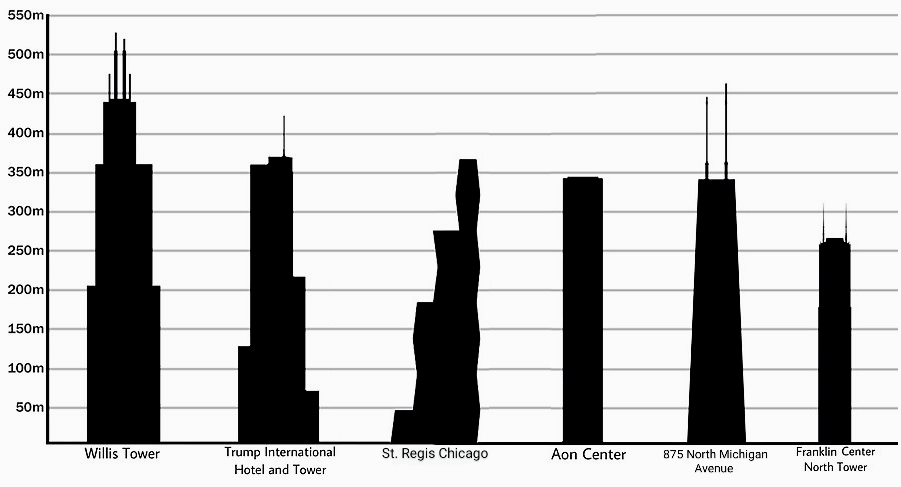
Grafischer Größenvergleich zwischen dem Willis Tower, dem Trump Tower, dem The St. Regis Chicago, dem Aon Center, dem 875 North Michigan Avenue und dem AT&T Corporate Center.

Der Artikel Liste der höchsten Gebäude in Chicago umfasst Listen von Wolkenkratzern der Stadt Chicago, die unter verschiedenen Gesichtspunkten zusammengestellt wurden. Die Haupttabelle listet die Gebäude ihrer offiziellen Höhe nach. Ergänzend dazu bestehen weitere Listen nach verschiedenen Messkategorien (zum Beispiel Höhe inklusive Antennen etc.), nach zeitlichen Gesichtspunkten, nach Funktion und dem Grad ihrer Umsetzung. Den Schluss bildet eine Liste der nicht mehr bestehenden, einst aber zu den höchsten zu zählenden Gebäuden.

## Einführung
Chicago hat mit über vierhundert Wolkenkratzern mit Ausnahme von New York City mehr dieser Gebäude als jede andere Stadt in den Vereinigten Staaten. Chicago zählt mit New York als Geburtsstadt des Wolkenkratzerbautyps. Die meisten Hochhäuser der Stadt konzentrieren sich im Chicago Loop, ähnlich wie Manhattan in New York.
Chicago gilt als Geburtsort der Wolkenkratzer.
Nach dem Brand von 1871 galt es feuersichere Gebäude zu bauen. Diese wurden daraufhin in einer neuen Stahlskelettbauweise errichtet. Das Home Insurance Building vom Architekten William Le Baron Jenney gilt als erster moderner Wolkenkratzer weltweit. Das 1884 erbaute Hochhaus war das erste seiner Art, welches mit einem Stahlskelett gebaut wurde. Die 10 Etagen werden aus heutiger Sicht nicht mehr als Wolkenkratzer empfunden, waren seinerzeit aber atemberaubend und lösten einen Trend aus, der von Chicago nach New York und dann in die ganze Welt exportiert wurde. Die Stilrichtung dieser Hochhäuser die aus dieser Zeit kommen, nennt man Chicagoer Schule. Weitere bekannte Beispiele sind das Reliance Building, das Monadnock Building, sowie das Manhattan Building.
Das höchste Gebäude Chicagos ist der 442 Meter hohe Willis Tower (bis 2009 als Sears Tower bekannt). Er wurde im Jahr 1974 fertiggestellt und war bis 1998 das höchste Gebäude der Erde. Darüber hinaus ist er das zweithöchste Gebäude der Vereinigten Staaten. Mit seinen Antennen ist der Willis Tower sogar 527 Meter hoch und war damit noch bis 2009 das höchste Gebäude der Welt nach der Gesamthöhe. Den Titel des höchsten Wolkenkratzers des amerikanischen Doppelkontinents verlor er im Mai 2013 nach dem Richtfest am New Yorker One World Trade Center, das eine Höhe von 541 Metern erreicht hat. Das zweithöchste Gebäude der Stadt ist der 2009 fertiggestellte Trump International Hotel and Tower mit 423 Metern Höhe. Auf Platz 3 und 4 sind das Aon Center (346 m hoch, Baujahr 1973) und das 875 North Michigan Avenue (344 m, Baujahr 1969). Chicago hat jedoch noch weitere Wolkenkratzer mit über 300 m Höhe: Das AT&T Corporate Center (307 m, Baujahr 1989) und den Two Prudential Plaza (303 m, Baujahr 1990). In Chicago befinden sich vier der zehn höchsten Gebäude der USA und damit genauso viele wie in New York. Die restlichen stehen in Philadelphia und Los Angeles.
Aufgrund der aktuellen Finanzkrise erfolgte bei einigen Großprojekten ein Baustopp. Die 2007 begonnenen Errichtung des Chicago Spire, der 610 Meter hoch werden soll, mussten Ende 2008 wieder eingestellt werden. Ob das Gebäude jemals fertig gebaut wird, ist derzeit fragwürdig. Ein weiteres Projekt eines welthöchsten Gebäudes in Chicago war 7 South Dearborn mit einer Höhe von 477 Metern, einschließlich Antenne 610 Meter. 2009 wurden einige Wolkenkratzer mit Höhen von über 200 Metern fertiggestellt. Derzeit (Stand 2018) befinden sich einige wenige Hochhäuser über 200 Meter im Bau. Darunter der Vista Tower, der mit 365 Metern das dritthöchste der Stadt werden wird.

## Liste der höchsten Gebäude in Chicago

### Nach offizieller Höhe
Diese Liste zeigt die höchsten Gebäude in den Chicago. Aufgelistet sind nur fertiggestellte Gebäude, sich im Bau befindliche nur dann, wenn diese ihre endgültige Höhe bereits erreicht haben (solche sind mit entsprechenden Fußnoten versehen). Es gilt die offizielle Höhe für die Rangliste, also die Höhe der Gebäudestruktur, also auch die Höhe von Turmspitzen, jedoch keine Antennen. Die Spalte Nutzung gibt die Funktionen des Gebäudes an: Eine Einzelfunktion ist gegeben, wenn 85 Prozent oder mehr der Gebäudenutzfläche für einen Zweck verwendet wird. Eine gemischte Nutzung liegt vor, wenn jede Einzelfunktion mindestens 15 Prozent der Nutzfläche in Anspruch nimmt. Es werden alle Gebäude mit Höhen von mindestens 200 Metern aufgelistet.
E. = Etagen, BJ = Baujahr (Jahr der Fertigstellung)
| Bild | Nr. | Name                                                    | Höhe  | Nutzung                | E.  | BJ   | Bemerkungen |
| ---- | --- | ------------------------------------------------------- | ----- | ---------------------- | --- | ---- | --- |
|      | 1   | Willis Tower                                            | 442 m | Büro                   | 108 | 1974 | Hieß bis Juli 2009 Sears Tower. Zweithöchstes Gebäude der USA und auf dem amerikanischen Doppelkontinent, war offiziell von 1974 bis 1998 höchstes Gebäude der Welt. Ist bei Mitzählen der Antennen bei 527 m Gesamthöhe bis 2001 gemeinsam mit dem gleich hohen Nordturm des World Trade Center, und danach bis 2009 alleine weiter höchster Wolkenkratzer der Welt in der Gesamthöhe gewesen. Mit Antennen war er auch die höchste freistehende Konstruktion der Vereinigten Staaten. In der 103. Etage in 412 m Höhe befindet sich eine öffentlich zugängliche Aussichtsplattform. Wurde am 3. November 2014 vom One World Trade Center in New York City abgelöst. |
|      | 2   | Trump International Hotel & Tower                       | 423 m | Hotel, Wohnungen       | 98  | 2009 | Vierthöchstes Gebäude der USA. Bis zum Dach nur 357 m, die Spitze zählt zur Höhe mit. Höchstes Bauwerk im Besitz der Trump Organization. Höchste Betonstruktur in Nordamerika sowie höchstes Gebäude der Welt mit einer puren Stahlbetonkonstruktion. Höchstes Gebäude, das in den USA in den 2000er Jahren errichtet wurde. |
|      | 3   | The St. Regis Chicago                                   | 365 m | Wohnungen/Hotel        | 101 | 2020 | Besser bekannt unter dem alten Namen Vista Tower ist es das höchste Gebäude der Welt, welches von einer Frau entworfen wurde. |
|      | 4   | Aon Center                                              | 346 m | Büro                   | 83  | 1973 | Fünfthöchstes Gebäude der USA, nach seiner Fertigstellung war es kurzzeitig das höchste der Stadt. |
|      | 5   | 875 North Michigan Avenue (ehemals John Hancock Center) | 344 m | Büro, Wohnungen        | 100 | 1969 | Das Gebäude war bei Fertigstellung höchstes der Stadt und zweithöchstes weltweit. Mit Antennen 457 m hoch, die Antennen zählen nicht zur Gebäudehöhe. Erstes Gebäude der Stadt mit 100 Stockwerken. Im 94. Stockwerk befindet sich eine Aussichtsplattform und neben ihr die höchstgelegene Eislaufbahn der Welt. In der 44. Etage ist das höchstgelegene Schwimmbad Nordamerikas gelegen. |
|      | 6   | AT&T Corporate Center                                   | 307 m | Büro                   | 60  | 1989 | Höchstes in den 1980er Jahren errichtete Gebäude der Stadt. Höhe bis zum Dach beträgt 270 m. |
|      | 7   | Two Prudential Plaza                                    | 303 m | Büro                   | 64  | 1990 | Höchstes Gebäude in Chicago, das in den 1990er Jahren erbaut wurde. Dachhöhe beträgt 279 m. Zweithöchstes Betongebäude der Stadt, nach dem Trump Tower. |
|      | 8   | 311 South Wacker Drive                                  | 293 m | Büro                   | 65  | 1990 | Bis 1992 höchstes Gebäude der Welt aus Stahlbeton. |
|      | 9   | One Grant Park                                          | 272 m | Wohnungen              | 76  | 2019 | Dieses Gebäude ist das höchste in Chicago außerhalb des Loop und außerdem das höchste Wohngebäude der Stadt. |
|      | 10  | 900 North Michigan Building                             | 265 m | Hotel, Wohnungen, Büro | 66  | 1989 | Die Fassade des Gebäudes besteht vorwiegend aus Kalkstein, was es architektonisch deutlich von den meisten anderen Gebäuden seiner Größe abhebt. |
|      | 11  | Aqua                                                    | 262 m | Hotel, Wohnungen       | 86  | 2009 | |
|      | 12  | Water Tower Place                                       | 262 m | Hotel, Wohnungen       | 74  | 1976 | Das Gebäude beherbergt das zweitgrößte Einkaufszentrum in Chicago. |
|      | 13  | Chase Tower                                             | 259 m | Büro                   | 60  | 1969 | Ehemals unter dem Namen Bank One Tower bekannt. |
|      | 14  | Park Tower                                              | 257 m | Büro, Wohnungen        | 67  | 2000 | |
|      | 15  | One Bennett Park                                        | 257 m | Wohnungen              | 67  | 2018 | |
|      | 16  | The Legacy at Millennium Park                           | 250 m | Wohnungen              | 71  | 2010 | |
|      | 17  | 300 North LaSalle                                       | 239 m | Büro                   | 60  | 2009 | |
|      | 18  | Three First National Plaza                              | 234 m | Büro                   | 57  | 1981 | |
|      | 19  | Chicago Title Trust Tower                               | 230 m | Büro                   | 50  | 1992 | |
|      | 20  | Blue Cross Shield Tower                                 | 229 m | Büro                   | 50  | 2010 | Ein 174 Meter hoher Teil des Gebäudes wurde bereits 1997 fertiggestellt, bevor von 2007 bis 2010 ein weiterer Gebäudeteil errichtet wurde und das Gebäude auf eine Höhe von 229 Metern bringt. |
|      | 21  | 150 North Riverside                                     | 228 m | Wohnungen              | 54  | 2017 | |
|      | 22  | One Museum Park                                         | 224 m | Wohnungen              | 62  | 2009 | |
|      | 23  | River Point                                             | 223 m | Büro                   | 52  | 2017 | |
|      | 23  | Olympia Centre                                          | 223 m | Büros, Wohnungen       | 63  | 1986 | |
|      | 25  | 330 North Wabash                                        | 212 m | Büro                   | 52  | 1972 | Ehemals unter dem Namen IBM Building bekannt. |
|      | 26  | Waldorf Astoria Chicago                                 | 209 m | Hotel, Wohnungen       | 60  | 2009 | Ehemals unter dem Namen Elysian bekannt. |
|      | 27  | 111 South Wacker Drive                                  | 208 m | Büro                   | 51  | 2005 | |
|      | 28  | 181 West Madison Street                                 | 207 m | Büro                   | 50  | 1990 | |
|      | 29  | Hyatt Center                                            | 207 m | Büro                   | 48  | 2005 | |
|      | 30  | 340 on the Park                                         | 205 m | Wohnungen              | 64  | 2007 | |
|      | 30  | One Magnificent Mile                                    | 205 m | Büro, Wohnungen        | 57  | 1983 | |
|      | 32  | 77 West Wacker Drive                                    | 204 m | Büro                   | 49  | 1992 | Auch unter dem Namen R.R. Donnelley Building bekannt. |

### Nach absoluter Höhe
In dieser Liste wird die Höhe bis zum höchsten Punkt des Gebäudes angegeben, meist der Antennenspitze. Dies ist eine Möglichkeit Gebäude zu vermessen, im Regelfall gilt jedoch die Höhe der Gebäudestruktur und nicht die der Antennenspitze. Diese strukturelle Höhe ist in der Tabelle mit der offiziellen Höhe deklariert.
| Nr. | Name                              | absolute Höhe | offizielle Höhe | Etagen | Baujahr |
| --- | --------------------------------- | ------------- | --------------- | ------ | ------- |
| 01  | Willis Tower                      | 527 m         | 442 m           | 108    | 1974    |
| 02  | John Hancock Center               | 457 m         | 344 m           | 100    | 1969    |
| 03  | Trump International Hotel & Tower | 423 m         | 423 m           | 98     | 2009    |
| 04  | Aon Center                        | 346 m         | 346 m           | 83     | 1973    |
| 05  | AT&T Corporate Center             | 307 m         | 307 m           | 60     | 1989    |
| 06  | Two Prudential Plaza              | 303 m         | 303 m           | 64     | 1990    |
| 07  | 311 South Wacker Drive            | 293 m         | 293 m           | 65     | 1990    |
| 08  | One Prudential Plaza              | 278 m         | 183 m           | 41     | 1955    |
| 09  | One Grant Park                    | 272 m         | 272 m           | 76     | 2019    |
| 10  | 900 North Michigan Building       | 265 m         | 265 m           | 66     | 1989    |
| 11  | Water Tower Place                 | 262 m         | 262 m           | 74     | 1976    |
| 11  | Aqua                              | 262 m         | 262 m           | 86     | 2009    |
| 13  | Chase Tower                       | 259 m         | 259 m           | 60     | 1969    |

## Höchste Gebäude ihrer Zeit
Hier sind alle Gebäude aufgelistet, die in Chicago jemals den Rekord für das höchste Gebäude hielten. Jedoch war in dieser Liste nur der Willis Tower einmal das höchste Gebäude der Erde.
| Bild | Zeitraum   | Name                                        | Höhe  | Etagen | Bemerkungen |
| ---- | ---------- | ------------------------------------------- | ----- | ------ | --- |
|      | 1854–1869  | First Holy Name Cathedral                   | 75 m  |        | |
|      | 1869–1885  | Saint Michael's Church                      | 88 m  |        | |
|      | 1885–1895  | Chicago Board of Trade Building (Uhrenturm) | 98 m  |        | Nach dem Abriss des Uhrturmes des Chicago Board of Trade Buildings 1895 wurde der bereits 1892 erbaute Masonic Temple höchstes Bauwerk Chicagos.                                                             |
|      | 1895–1899  | Masonic Temple                              | 92 m  | 22     | Nach dem Abriss des Uhrturmes des Chicago Board of Trade Buildings 1895 wurde der bereits 1892 erbaute Masonic Temple höchstes Bauwerk Chicagos.                                                             |
|      | 1899–1922  | Montgomery Ward Building                    | 120 m |        | |
|      | 1922–1924  | Wrigley Building                            | 134 m | 27     | |
|      | 1924–1930  | Chicago Temple Building                     | 173 m | 23     | Andere Quellen sprechen hier von 169 m Höhe. |
|      | 1930–1965  | Chicago Board of Trade Building             | 184 m | 44     | |
|      | 1965–1969  | Richard J. Daley Center                     | 198 m | 32     | |
|      | 1969–1973  | John Hancock Center                         | 344 m | 100    | Erstes Gebäude der Stadt mit 100 Stockwerken, zum Zeitpunkt der Fertigstellung zweithöchstes Gebäude der Erde. Einschließlich Antennen 457 m hoch.                                                           |
|      | 1973–1974  | Aon Center                                  | 346 m | 83     | |
|      | 1974–heute | Willis Tower                                | 442 m | 108    | Bis Juli 2009 als Sears Tower bezeichnet. War bis 1998 höchstes Gebäude der Erde, bis 2014 höchstes Gebäude des Landes und des Kontingents und ist nach wie vor höchstes der Stadt. Mit Antennen 527 m hoch. |

## Höchste Gebäude nach Funktion
Diese Liste gibt die höchsten Gebäude nach Funktion an. Eine Einzelfunktion ist gegeben, wenn 85 Prozent oder mehr der Gebäudenutzfläche für einen Zweck verwendet wird. Eine gemischte Nutzung liegt vor, wenn jede Einzelfunktion mindestens 15 Prozent der Nutzfläche in Anspruch nimmt.
| Nutzung           | Gebäude                             | Höhe  | Etagen | Baujahr |
| ----------------- | ----------------------------------- | ----- | ------ | ------- |
| Büros             | Willis Tower                        | 442 m | 108    | 1974    |
| Gemischte Nutzung | Trump International Hotel and Tower | 423 m | 098    | 2009    |
| Wohnungen         | The Legacy at Millennium Park       | 250 m | 071    | 2010    |
| Hotel             | Carbide & Carbon Building           | 153 m | 038    | 1929    |

## Höchste Gebäude im Bau und in Planung

### Im Bau
Hier sind die höchsten Gebäude in Chicago aufgelistet, die sich im Bau befinden. Das Jahr der Fertigstellung beruht auf den derzeitigen offiziellen Angaben. Es ist möglich, dass diese Angaben sich verändern können.
| Gebäude          | Bild | Höhe  | Nutzung   | Etagen | geplante Fertigstellung | Bemerkungen |
| ---------------- | ---- | ----- | --------- | ------ | ----------------------- | ----------- |
| 110 North Wacker |      | 248 m | Büro      | 55     | 2020                    |             |
| Wolf Point East  |      | 204 m | Wohnungen | 60     | 2019                    |             |

### In Planung
Hier sind alle Gebäude in Chicago aufgelistet, die sich in Planung befinden (Stand 2014). Die Angaben der Jahre sind als grobe Richtwerte zu verstehen.
| Gebäude                    | Höhe  | Nutzung                  | Etagen | Baujahr | Bemerkungen |
| -------------------------- | ----- | ------------------------ | ------ | ------- | ----------- |
| Gateway Tower              | 610 m | Büro / Hotel / Wohnungen |        |         |             |
| Union Station Tower        | 292 m | Büro                     |        |         |             |
| 113 East Roosevelt Phase 1 | 270 m | Wohnungen                | 76     |         |             |
| 1000 South Michigan        | 254 m | Wohnungen                | 73     |         |             |
| 130 North Franklin         | 229 m | Büro                     | 53     |         |             |

## Höchste nicht mehr bestehende Gebäude
Diese Liste gibt die höchsten Gebäude an, die zu einem früheren Zeitpunkt bestanden, inzwischen jedoch nicht mehr existieren. Sie wurden abgerissen oder zerstört.
| Gebäude        | Höhe  | Etagen | Baujahr | Abriss | Bemerkungen                                                 |
| -------------- | ----- | ------ | ------- | ------ | ----------------------------------------------------------- |
| Morrison Hotel | 160 m | 45     | 1926    | 1965   | Wurde abgerissen, um für den Chase Tower Platz zu schaffen. |